# Gu ta gutarrak (programa de televisión)
Gu ta gutarrak es un reality show de convivencia en el que participan jóvenes vascos. Se emite en la cadena vasca ETB1. Los jóvenes pasa si n un fin de semana en un albergue, y sus vivencias son comentadas en el plató de Miramón, de la mano de Julen Telleria. Por otra parte, el programa cuenta con tres tertulianos, Amaia Puertas y Egoitz Txurruka, ex-concursantes del reality El conquistador del fin del mundo y Irantzu Berasaluce y Lander García(exconcursantes del programa) y el youtuber Hola Julen. La primera edición se celebró en septiembre de 2014, y terminó el 6 de enero del año siguiente. 

## Ganadores del programa
| Edición                                         | Nombre |
| ----------------------------------------------- | --- |
| 1                                               | Naomi Pérez de Eulate                                                                                     |
| 2                                               | Iñaki Lekuona                                                                                             |
| 3                                               | Iñaki Lekuona                                                                                             |
| 4                                               | Lain Lopez                                                                                                |
| 5                                               | Eider Uribarri/ Lander garcia                                                                             |
| 3x2: 1ª fase                                    | Xabier Joseba Elizalde                                                                                    |
| 3x2: 2ª fase                                    | Ixone Gil                                                                                                 |
| 3x2: 3ª fase Onenak                             | Kuadrilla jatorrena: Xabier Joseba Elizalde gutaburu Jon Gonzalez, Lismey, Maialen Perez y Unai Zamorano. |
| 3x2 "Mejor concursante (elegido por el público) | Alaitz Conde Finalista Eider Uribarri, Ixone Gil, Unai Zamorano, Xandra Martínez de Alegría.              |

## Novedades
La 5.Edición hubo una novedad en verano del 2016 se abren las inscripción para campamentos de verano con algunos monitores que son Exconcursantes de la 5.Edición. 
También meses después algunos Exconcursantes Concursaron En 'HI, Selfie'
Concurso que consiste imitar Selfie de películas, etc.
| Nombre                     | Edición                   |
| -------------------------- | ------------------------- |
| Andrea                     | 5.Edición                 |
| Iker                       | 5.Edición                 |
| Sally                      | 5.Edición                 |
| Hodei                      | 5.Edición                 |
| Andrea 2                   | 5.Edición                 |
| Eider Uribarri             | 5.Edición                 |
| Xandra Martínez de Alegría | 5.Edición                 |
| Iban Garcia                | Gtg kuxkuxeroa eta Laguna |
| Larrañaga                  | Gtg kuxkuxeroa eta Laguna |